# Idriss Déby
Idriss Déby Itno (18. června 1952, Fada – 20. dubna 2021, Severní fronta v Čadu) byl čadský prezident v letech 1990–2021, generálporučík a hlava politického Hnutí za národní spásu.
Déby vystudoval vojenskou školu ve Francii, za vlády prezidenta Hissène Habrého se stal vrchním velitelem ozbrojených sil a později Habrého vojenským poradcem. V roce 1989 došlo mezi Habrém a Débym ke sporu o rostoucí moc národních gard, Habré opustil zemi a v Súdánu zformoval opoziční Hnutí za národní spásu. V listopadu a prosinci 1990 provedly Débyho jednotky rozhodující operaci vojenského převratu, po níž převzala moc prozatímní vláda a 28. února 1991 se dekretem Déby stal prezidentem.
Na základě v referendu přijaté ústavy byl v roce 1996 potvrzen ve své funkci v celonárodních volbách, svůj mandát pak obhájil i v letech 2001 a 2006, kdy ale opozice volby bojkotovala. Už od roku 2005 totiž v oblastech blízkých Súdánu probíhaly operace rebelů protestujících proti Débymu. Pokus o převzetí moci v hlavním městě N'Djameně v dubnu 2006 Déby odvrátil, ale znovu se musel bránit před obsazením města v únoru 2008, když ho odmítl opustit a odejít do bezpečí v exilu. Z podpory rebelů obviňoval opakovaně sousední Súdán.
Poslední prezidentské volby vyhrál 11. dubna 2021 se ziskem 79 % hlasů. Déby byl několikrát ženat, ke konci života měl 5 manželek a nejméně deset dětí.
Zemřel v důsledku zranění, která utrpěl v bojích proti povstalcům na severu země.

## Vyznamenání
- velkokříž Národního řádu Čadu – Čad[6]
- velkokříž Národního řádu Beninu – Benin, 6. července 2011 – udělil prezident Yayi Boni[7][8]
- velkokříž Řádu za zásluhy – Středoafrická republika